# جتی‌اغوز (رود)
جتی‌اغوز (به لاتین: Jeti-Ögüz) یک رود است که در قرقیزستان واقع شده‌است.